# دوري بنغلادش الممتاز 2018–19
دوري بنغلادش الممتاز 2018–19 (بالبنغالية: ২০১৯ বাংলাদেশ ফুটবল প্রিমিয়ার লীগ)‏ هو الموسم 13 من  دوري بنغلادش الممتاز. أقيم خلال الفترة 18 يناير 2019 وحتى 3 أغسطس 2019، وكان عدد الأندية المشاركة فيه  13، وفاز فيه نادي باشوندارا كينغز.